# Mitrella rosadoi
Mitrella rosadoi là một loài ốc biển, là động vật thân mềm chân bụng sống ở biển trong họ Columbellidae.